# Letty de Jong
Letty de Jong (Zaandam, 15 november 1936 - Laren, 1 juli 2008) was een Nederlandse zangeres. Haar muzikale hoogtepunt lag in de jaren 70. Letty de Jong was getrouwd met Cees Smal, met wie ze ooit een single uitbracht: Come back to your senses. 

## Radiowerk en muziekopnamen
Zij begon haar loopbaan in de jaren 60 van de 20e eeuw en raakte als (achtergrond)zangeres betrokken bij tal van radioprogramma's. In het langlopende Vara-radioprogramma Tekst en muziek (1960-1986) van Jelle de Vries speelden haar kenmerkende neuriënde stijl en de close-harmonyzang van haar eigen ensemble een belangrijke rol bij veel van de muzikale bijdragen. 
Zij maakte daarnaast opnamen met onder meer The Skymasters, Chris Hinze, Rita Reys, Conny Vandenbos en Drs. P.
Nationale en internationale bekendheid kreeg zij toen zij samen met Thijs van Leer en Rogier van Otterloo een viertal muziekalbums opnam in de serie Introspection. In 1973 zong zij Chanson pour Milan in de film Nummer 14 over de voetballer Johan Cruijff.

## Achtergrondzangeres
Zij zong als achtergrondzangeres ook mee op liedjes van anderen. Zo is ze onder meer te horen op de hitsingle uit 1973 't Is weer voorbij die mooie zomer van Gerard Cox.

## Jingles en tunes
Haar stem was voorts te horen in jingles van Radio Veronica ("Het station voor de mensen van morgen") en de TROS ("padoedadoe"). 
Haar song Rosemary's baby van de lp The way I am werd veel later de tune van het interview-televisieprogramma Een prettig gesprek van Theo van Gogh. Het was haar versie van het thema van de film Rosemary's baby van Roman Polanski. 

## Hoorspelen
Ze werkte mee aan de hoorspelen De bamboesnijder en het maanmeisje uit 1973 en Moordbrigade Stockholm, naar de boeken van Per Wahlöö en Maj Sjöwall.

## Actrice
Daarnaast speelde ze als actrice een kleine rol in de televisieserie Het meisje met de blauwe hoed.

## Discografie
Er verschenen twee soloalbums van haar:
- 1974: The way I am
- 1975: Dolce